# Anibal Dobjanschi
Hanibal Orațiu Dobjanski (n. 1893, Botoșani, d. 1994, București ) a fost un militar român, colonel în Armata Română, fost primar al Chișinăului în anul 1941, fiind astfel și ultimul primar al administrației românești în Chișinău.
Dobjanski provine dintr-o familie de origine poloneză care a emigrat în județul Botoșani (pe atunci Principatul Moldovei) undeva la jumătatea secolului al XIX-lea. Fiind din orașul Botoșani, a urmat Școala de Băieți nr. 1 "Marchian", pe urmă Liceul "A.T. Laurian". A urmat studii militare la Școala Superioară de Cavalerie din Târgoviște, de unde a ieșit cu gradul de sublocotenent. Este nepotul lui Corneliu Dobjanski, un cunoscut avocat și magistrat al vremii la Tribunalul Botoșani, care avea și un imobil de epocă, și astăzi conservat în orașul Botoșani. Dobjanski a fost încadrat în războiul cu Bulgaria din 1913 și a participat la Primul Război Mondial, începând din 1916 cu gradul de locotenent. În anul 1918 a ajuns la Chișinău, fiind în grad de căpitan. El a comandat Regimentul 3 Roșiori dislocat în Chișinău, fiind apoi trecut în fruntea Regimentului 2 Roșiori „Prunaru”, iar peste un timp a revenit la vechiul regiment. Un timp a fost prefect al județului Lăpușna. S-a stabilit definitiv cu traiul în Chișinău în 1922, fiind preocupat de diverse activități: culturale, sportive, edilitare ș.a. S-a retras la timp la venirea Armatei Roșii, dar în 1941 a revenit în armată și a fost numit primar de Chișinău, perioadă în care orașul era distrus de bombardamente și de comandourile sovietice. A fost eliberat din funcția de primar al municipiului Chișinău pe data de 30 septembrie 1944. În 1944, în momentul retragerii din Basarabia, acesta a demontat statuia lui Ștefan cel Mare și Sfânt din oraș și-a adăpostit-o în parcul "Romanescu" din Craiova.
Dobjanski a scris schițe, studii literare, versuri și chiar a scris și editat o carte de nuvele, numită „Pagini din viață”. A mai publicat niște pagini de memorii despre poetul Alexei Mateevici.

## Decorații primite
- Ordinul „Coroana României” în grad de Ofițer.
- Ordinul Steaua României, în grad de cavaler.
- Ordinul „Coroana României”, în grad de Mare Cruce.
- Medalia “25 de ani de Serviciu Credincios”.
- Medalia „Meritul Sanitar” și Medalia „Avântul Țării” acordate participanților la campania din Bulgaria din 1913.
- ”Medalia Victoriei” acordată participanților la Primul Război Mondial.
- Medalia comemorativă „Peleș”

În anii 80', a donat Muzeului Județean Botoșani toate decorațiile obținute pe front (și nu numai). 